# آناهيتا همتي
آناهيتا همتي (فارسية:آناهیتا همتی، من مواليد 23 يوليو 1973 في طهران) ممثلة إيرانية. بدأت همتي مسيرته في المسرح بمسرحية طنبور نواز من تأليف محمد رحمانيان. كان فيلمه الأول هو أسطورة بوباك تالاي، الذي تم إنتاجه ولكن لم يتم عرضه. تعاون مع المخرج رضا العطاران في مسلسل خان بي دوش (2013) وطارش وشيرين (2013).

## الروابط الخارجية
- آناهيتا همتي على موقع IMDb (الإنجليزية)
- آناهيتا همتي على موقع قاعدة بيانات الفيلم (الإنجليزية)

- آناهيتا همتي في قاعدة بيانات الأفلام على الإنترنت